# Manipolazione del mercato
In economia e finanza, la manipolazione del mercato è un tipo di abuso di mercato in cui avviene un deliberato tentativo di interferire con la regolare operatività del libero mercato; il più classico dei casi include la creazione e diffusione di false o fuorvianti aspettative rispetto al prezzo di un prodotto, strumento finanziario o commodity.

## Esempio
Un esempio di manipolazione del mercato è lo schema del cosiddetto pump and dump (lett. "pompa e scarica" o "carica e scarica"). Gli artefici (solitamente promotori finanziari) tramite aggiotaggio convincono milioni di investitori privati ad acquistare in massa un particolare titolo finanziario per farne schizzare in alto il prezzo e i volumi di vendita (pump). Quando questi ultimi hanno raggiunto un livello sufficientemente elevato, il promotore finanziario vende le proprie quote (dump) al prezzo gonfiato, drenando il denaro dei piccoli investitori ingannati i quali, alla fine, restano in possesso di titoli finanziari il cui prezzo crolla improvvisamente tornando al naturale livello iniziale.